# Serge Maguy
Serge Maguy (Abiyán, Costa de Marfil, 20 de octubre de 1970) es un exfutbolista de Costa de Marfil que jugaba en la posición de centrocampista.

## Carrera

### Club
| Periodo   | Club                   |
| --------- | ---------------------- |
| 1990-1993 | Africa Sports National |
| 1993-1994 | Atlético de Madrid     |
| 1995      | ASEC Mimosas           |
| 1996      | Al-Qadsiah FC          |
| 1996–1997 | Satellite FC           |
| 1999–2004 | CS Chênois             |
| 2004-2005 | Paris FC               |

### Selección nacional
Jugó para Costa de Marfil en 52 ocasiones de 1987 a 1997 y anotó dos goles, teniendo su debut el 2 de agosto de 1987 en una victoria por 1-0 ante Malaui en Nairobi por los Juegos Panafricanos de 1987 y su último partido lo jugó el 8 de mayo de 1997 en una victoria por 4-1 ante Senegal en un partido amistoso en Bouaké. Participó en la Copa Rey Fahd 1992 y en cuatro ediciones de la Copa Africana de Naciones.

## Logros

### Club
- Primera División de Costa de Marfil (1): 1995
- Copa de Costa de Marfil (1): 1995
- Coupe Houphouët-Boigny (2): 1991, 1995
- Recopa Africana (1): 1992
- Supercopa de la CAF (1): 1992
- Campeonato de Clubes de la WAFU (1): 1991

### Selección nacional
- Copa Africana de Naciones (1): 1992

### Individual
- Equipo Ideal de la Copa Africana de Naciones 1992.
- Equipo Ideal de la Copa Africana de Naciones 1994.